# クリストファー・アモット
クリストファー・アモット（Christopher Amott、1977年11月23日 - ）は、スウェーデン・ハルムスタッド出身のギタリスト。兄はアーチ・エネミーのリーダーマイケル・アモットであり、兄弟で共に同バンドのギタリストとして活動していた。略称は「クリス・アモット」。
なお、この項目ではクリストファーがアーチ・エネミーと並行して活動していたプロジェクト、「アルマゲドン」についても触れる。

## 略歴
1996年、兄マイケルと共にアーチ・エネミーを結成し、18歳でデビュー。当初はプロジェクトとして始まったものであったが好評だったため、それ以降も続けることとなった。1997年には自身のプロジェクト「アルマゲドン」を結成。アルマゲドンはこれまでにアルバムを3枚出しているが、プロジェクトということもあり彼以外のメンバーは常に流動的であった。バンド活動も順調であった2005年、学業への専念を理由にアーチ・エネミーから脱退する。
2007年3月、アーチ・エネミーへの復帰を表明。2010年には、ソロ名義で、アルバム『Follow Your Heart』をリリース。このアルバムでは、ギターポップやサイケデリック・ロック、アコースティック、ブルースロックなどを演奏した。ボーカルもクリストファーが担った。2012年3月、アーチ・エネミーを脱退。脱退の理由についてバンド側は、『ただ単にエクストリームなメタルを演奏することに今はもう違和感を覚えるようになってしまったというだけの話』と語っている。2012年7月、ソロ名義での2ndアルバム『Impulses』をリリース。前回はギターポップ路線であったが、今回はハードロック路線となっている。2012年10月、ソロでLOUD PARK12に来日。サポートメンバーは、ギターにゴッド・フォービッドのマット・ウィックランド、ドラムに元ネヴァーモアのヴァン・ウィリアムス。シャドウズ・フォールのマット・バチャンドもベーシストとしてサポートする予定だったが、パスポート紛失のため来日できず、バンドはベースなしで演奏を行った。2013年 ゴースト・シップ・オクタヴィウスを結成するが短期間で脱退。クリストファー以外のメンバーを総入れ替えし、アルマゲドンを11年ぶりに再始動。新作製作に移った。
2017年より、マーティン・ヘンリクソンが脱退したダーク・トランキュリティのライヴにサポートギタリストとして参加し、2020年3月末に正式メンバーとして加入した。

## 人物
- 雑誌などのインタビューではマイケルとは対照的に声が小さく、あまり喋らない。
- バンド脱退前までは金髪のしなやかなロングヘアーが特徴的であった。脱退後は一時期スキンヘッドにしたと言われているが、復帰までに髪を伸ばしたとのこと。

## 音楽的特徴
- ギタリストとしての実力は確かなものである。兄のマイケルは、ウリ・ジョン・ロートやマイケル・シェンカーなどを彷彿とさせるいわゆる「一音入魂」のタイプであるのと対照的に、クリスはイングヴェイ・マルムスティーンなどを彷彿させるような、流麗に弾くタイプである。その実力を買われ、アーチ・エネミー結成後に一時期はイン・フレイムスから脱退したギタリストの代役などを務めていた。
- 音楽的背景は幅広く、ハードロックやヘヴィ・メタルの範疇にとらわれないジャズからの影響を窺わせるフレーズも弾く。また、変拍子も好んで使用する。

## ディスコグラフィー
アーチ・エネミーに関してはその項で、アルマゲドンについては下で紹介する。

### ソロ名義
- Follow Your Heart（2010年）
- Impulses（2012年）

### レコーディング参加作品
- BABYMETAL 『イジメ、ダメ、ゼッタイ-Nemesis ver.-』（2013年）

## アルマゲドン
クリストファーのプロジェクトバンドである。レコーディングにはアーチ・エネミーの一部のメンバーが参加していた。2007年現在までに3枚のアルバムを出している。日本盤は3枚ともトイズファクトリーから販売されていたが、現在は廃盤となっている。また、2ndアルバムと3rdアルバムは日本でしか発売されていない。
1stではアーチ・エネミーに対抗したかの様なメロディックデスメタルを基本としつつも、よりスラッシュメタル的な作風を披露（プログレッシヴな感性も窺える）。2ndでは現ラスト・トライブのリカルド・ベンソンをボーカリストに迎え、前作とは一転してオーソドックスなヘヴィメタル路線を展開。3rdではスリー・ピース体制になり、よりシンプルなハードロック路線に（ボーカルもクリス自身が担当している）。
2005年夏、クリストファーは学業専念の為一時的に音楽界から退いた際、「もうアルマゲドン名義でやっていくことはないだろう」と当時のBURRN!誌などで語り、3枚のアルバムの出来に満足しておらずほとんど聴き返すこともないと認めていた。2010年に、クリストファー・アモットのソロ名義のアルバムはリリースしているが、こちらはアルマゲドンとは別物である。
2012年、クリストファーがアーチ・エネミーから脱退すると音楽プロジェクトとして再始動。2014年には、新アルバムのトレーサーも公開されている。再始動後は、再びメロディックデスメタルを演奏するようになった。2015年に12年ぶりとなる4thアルバム『Captivity & Devourment』をリリース。リリース前後にマット・ハルクイストが脱退し、元ナイトレイジのアントニー・ハマライネンが加入した。
2016年には、1stアルバムのリ・レコーディングアルバム『Crossing the Rubicon (Revisited)』をリリース。
2018年にアルマゲドンのメンバーを中心にメロディックデスメタルバンド、ドーター・ケイオス (Daughter Chaos)が結成された。バンドの公式フェイスブックでは、クリストファーがアルマゲドンを常設バンドとして活動することが難しいため、新たにバンドを結成した旨が述べられている。ドーター・ケイオスにはクリストファーは不参加であるが、曲作りにはクリストファーが協力していることも併せて明かされている。

### メンバー

#### 現メンバー
- アントニー・ハマライネン (Antony Hämäläinen) - ボーカル

ナイトレイジ、メリディアン・ドーン、ドーター・ケイオスなどで活動。
- クリストファー・アモット (Christopher Amott) - ギター

3rdアルバムのみボーカルを担った。
- ジョーイ・コンセプション (Joey Concepcion) - ギター

ドーター・ケイオスでも活動。
- アンドルー・ペヴニー (Andrew Pevny) - ベース

ドーター・ケイオスでも活動。
- マートン・ヴェレス (Márton Veress) - ドラムス

Pokolgépでも活動。

#### 旧メンバー
- ヨナス・ナイレン (Jonas Nyrén) - ボーカル

イン・ザイ・ドリームスで活動していた。1stアルバムに参加。
- マット・ハルクイスト (Matt Hallquist) - ボーカル

4thアルバムに参加。
- マット・ウィクルンド (Matt Wicklund) - ギター
- マーティン・ベンソン (Martin Bengtsson) - ベース

アーチ・エネミーでも活動していた。1stアルバムに参加。
- ピーター・ウィルドアー (Peter Wildoer) - ドラム

ダーケインや、アーチ・エネミー、ペスティレンス、エレクトロキューション250、ジェイムズ・ラブリエなどで活動。1stアルバムに参加。
- リカルド・ベンソン (Rickard Bengtsson) - ボーカル

ラスト・トライブでも活動していた。2ndアルバムに参加。
- ディック・ロウグレン (Dick Lövgren) - ベース

メシュガーで活動中。2ndアルバムに参加。
- トビアス・ガスタフソン (Tobias Gustafsson) - ベース

ユーカリストでも活動していた。3rdアルバムに参加。
- サラ・クラウディウス (Sara Claudius) - ベース

ドーター・ケイオスでも活動。
- ダニエル・アーランドソン (Daniel Erlandsson) - ドラム

アーチ・エネミーで活動中。2ndアルバムと3rdアルバムに参加。
- ヴァン・ウィリアムス (Van Williams) - ドラム

### ディスコグラフィー
- Crossing The Rubicon (1997年)
- Embrace The Mystery (2000年)
- Three (2002年)
- Captivity & Devourment (2015年)
- Crossing the Rubicon (Revisited) (2016年)